# Luciążanka
Luciążanka – jeden z przystanków kolejowych na linii kolejowej Warszawa Zachodnia – Katowice w Starej Wsi w powiecie piotrkowskim. Nazwa stacji wywodzi się od rzeki Luciąży. Na stacji zatrzymują się tylko pociągi osobowe.

## Ruch pasażerski[1]
| Rok  | Wymiana pasażerska na dobę |
| ---- | -------------------------- |
| 2017 | 0-9                        |
| 2018 | 0-9                        |
| 2019 | 10-19                      |
| 2020 | 10-19                      |
| 2021 | 50-99                      |
| 2022 | 50-99                      |
| 2023 | 100-149                    |
| 2024 | 100-149                    |

## Połączenia
- Częstochowa
- Koluszki
- Łódź Kaliska
- Łódź Widzew
- Piotrków Trybunalski
- Radomsko